# Monclar-de-Quercy

Monclar-de-Quercy este o comună în departamentul Tarn-et-Garonne din sudul Franței. În 2009 avea o populație de 1.692 de locuitori.

## Evoluția populației
| An        | 1975 | 1982 | 1990  | 1999  | 2006  | 2009  |
| --------- | ---- | ---- | ----- | ----- | ----- | ----- |
| Populație | 949  | 980  | 1.086 | 1.265 | 1.445 | 1.692 |